# 小行星2634
小行星2634（2634 James Bradley）是一颗围绕太阳公转的小行星。1982年2月21日，愛德華·鮑威爾在可可尼诺县发现了此天体。
該小行星以英國天文學家詹姆斯·布拉德雷命名。
这颗小行星的绝对星等为337.61661等。